# (15034) Décines
15034 Decines (1998 WH) – planetoida z grupy pasa głównego asteroid okrążająca Słońce w ciągu 3,75 lat w średniej odległości 2,41 j.a. Odkryta 16 listopada 1998 roku.